# Station Chociszowice
Station Chociszowice is een spoorwegstation in de Poolse plaats Chociszowice.